# Benecup (rugby à XV)
Pour les articles homonymes, voir Benecup.
 (mars 2020).
La Benecup, appelée également ING Cup, est une compétition de rugby à XV organisée dans le cadre de la Coupe d'Europe des clubs de rugby à XV. Elle est disputée chaque année par des clubs belges et néerlandais.
À partir de 2011-12, elle compte aussi les clubs allemands et s'appelle dès lors la Coupe de la mer du Nord de rugby.
En 2018, un nouveau coup de fouet est donné à la BNC (BeNeCup) et les quatre meilleurs clubs néerlandais et belges croisent depuis le fer pour décrocher le trophée de meilleure équipe des plats pays.
En 2019, une BeNeCup pour les féminines est aussi organisée et réunit quatre formations. Le 28 septembre, l'AAC (Amsterdamse Atletiek Club) perd 10 à 24 en finale à Neder-Over-Heembeek face à Dendermonde.

## North Sea Cup
Via un communiqué le lundi 1er août 2011, la Fédération belge de rugby à XV a officiellement lancé la North Sea Cup, la nouvelle compétition regroupant des clubs belges, néerlandais et allemands.
La première édition de la North Sea Cup débutera donc le 3 septembre 2011. Le Kituro, vainqueur du Championnat de Belgique de rugby à XV, et Boitsfort, vice-champion, représenteront les couleurs belges. Francfort et Heidelberg, côté allemand, ainsi que Hilversum et The Dukes côté néerlandais participent également à l’épreuve.
Le comité pour l'organisation de la Coupe de la mer du Nord de rugby à XV est créé le 1er juin 2011 comprend Daniel Roelands (président, Belgique), Bart Janssens (directeur de l’épreuve, Pays-Bas), Jürgen Brundert (Media and marketing manager et secrétaire, Allemagne).
Au cours du Comité Exécutif de la FIRA-AER du 17 avril 2012, il a été convenu que les 2 finalistes de la Coupe de la mer du Nord joueraient des demi-finales contre les vainqueurs du Championnat des Balkans et de la Baltic Rugby Cup au sein d'une compétition dénommée European Rugby Club Championship.
Le 1er septembre 2013, une première North Sea Cup féminine est organisée à Venlo sous forme d'un mini-tournoi entre les équipes des clubs champions des 3 nations.

### Saison 2011-12
3 septembre 2011 :
 Kituro RC 7 - 38 Francfort 
 Rugby Club Hilversum 34 - 20 Boitsfort RC 
 Heidelberg 53 - 3 The Dukes 
29 octobre 2011 :
 The Dukes 18 - 13 Kituro RC 
 Rugby Club Hilversum 6 - 32 Heidelberg 
 Francfort 57 - 5 Boitsfort RC 
3 décembre 2011 :
 Kituro RC 24 - 21 Rugby Club Hilversum 
 Boitsfort RC 0 - 40 Heidelberg 
 The Dukes 3 - 43 Francfort 
17 mai 2012 :
 Francfort 26 - 19 Heidelberg 

## BeNeCup
En 2018, un accord est trouvé en la fédération néerlandaise de rugby à XV et la fédération belge de rugby à XV pour organiser une nouvelle compétition, appelée BeNeCup. S'y qualifieront les quatre premiers de chaque championnat national. L'accord initial assure la pérennité de la compétition pour quatre saisons.  À terme, l'objectif des deux fédérations est de créer un championnat commun.
La première finale est 100% néerlandaise et s'est déroulée au NRCA Stadium d'Amsterdam, tandis que la seconde en 2019 est 100% belge. Pour l'occasion elle est organisée au Stade Nelson Mandela de Bruxelles.
L'édition 2020 est annulée à cause de la pandémie de Covid-19.

## Palmarès
| Date              | Vainqueur          | Score       | Finaliste          | Lieu      | Spectateurs | 1er de la phase régulière |
| ----------------- | ------------------ | ----------- | ------------------ | --------- | ----------- | ------------------------- |
| 1997              | Boitsfort RC       | 19 - 17     | Haagsche RC        | -         | -           | -                         |
| 1998              | -                  | -           | -                  | -         | -           | -                         |
| 1999              | -                  | -           | -                  | -         | -           | -                         |
| 2000              | -                  | -           | -                  | -         | -           | -                         |
| 2001              | -                  | -           | -                  | -         | -           | -                         |
| 2002              | -                  | -           | -                  | -         | -           | -                         |
| 2003              | -                  | -           | -                  | -         | -           | -                         |
| 2004              | -                  | -           | -                  | -         | -           | -                         |
| 2005              | Castricumse RC     | 22 - 6      | Boitsfort RC       | -         | -           | -                         |
| 2006              | Boitsfort RC       | 8 - 7       | Castricumse RC     | -         | -           | -                         |
| 2007              | Castricumse RC     | 17 - 10     | Boitsfort RC       | -         | -           | -                         |
| 2008              | Boitsfort RC       | 22 - 12     | Rugby Club 't Gooi | -         | -           | -                         |
| 2009              | -                  | Non disputé | -                  | -         | -           | -                         |
| 2010              | -                  | Non disputé | -                  | -         | -           | -                         |
| 2011              | -                  | Non disputé | -                  | -         | -           | -                         |
| 17 mai 2012       | SC 1880 Frankfurt  | 26 – 19     | Heidelberger RK    | Francfort |             | SC 1880 Frankfurt         |
| 18 mai 2013       | Heidelberger RK    | 41 – 10     | Boitsfort          | Amsterdam | -           | -                         |
| 29 mai 2014       | TV Pforzheim       | 28–10       | Boitsfort          | Boitsfort | -           | -                         |
| 2015              | -                  | Non disputé | -                  | -         | -           | -                         |
| 2016              | -                  | Non disputé | -                  | -         | -           | -                         |
| 2017              | -                  | Non disputé | -                  | -         | -           | -                         |
| 22 septembre 2018 | Rugby Club 't Gooi | 15–11       | Leidse Rugbyclub   | Amsterdam | -           | -                         |
| 28 septembre 2019 | RC Soignies        | 12–9        | RC La Hulpe        | Bruxelles | -           | -                         |